# Майсенгайм
Майсенгайм (нім. Meißenheim) — громада в Німеччині, знаходиться в землі Баден-Вюртемберг. Підпорядковується адміністративному округу Фрайбург. Входить до складу району Ортенау.
Площа — 21,33 км2. Населення становить 4040 ос. (станом на 31 грудня 2020).